# 朗乡镇
朗乡镇是中华人民共和国黑龙江省伊春市大箐山县下辖的一个镇。
2019年6月，国务院同意调整伊春市部分行政区划，将原属铁力市的朗乡镇划归新设立的大箐山县。

## 行政区划
朗乡镇下辖以下村级行政区划单位：
中心社区、乡南社区、东胜社区、铁路社区、小白社区、西山社区、胜利村、迎春村、达里村、西沙村和小白村。